# 硫酸锕
硫酸锕是一种无机化合物，化学式为Ac2(SO4)3，有放射性。硫酸锕可以形成复盐，如难溶于水的硫酸锕钾（KAc(SO4)2）等。